# 無毒不丈夫
《無毒不丈夫》是1981年香港警匪動作電影，由蕭榮執導，鄧光榮及劉敏儀等等主演。

## 演員
- 鄧光榮 - 范國豪
- 龍剛 - 范國英
- 劉敏儀 - 朱迪
- 梁碧玲 - 麗玲
- 亦嘉
- 劉鶴年
- 羅石青 -羅Sir
- 白文彪 -龍伯
- 韓江
- 韋烈
- 羅國維
- 馮敬文
- 談泉慶
- 陳嶺威
- 黃國良
- 凌文海
- 王劍風
- 陳良
- 和尚
- 梁雪薇
- 何雲
- 張敬業
- 黃曼凝   -施小姐

## 工作團隊
- 導演 - 蕭榮
- 編劇 - 梁立人、鄧光榮
- 監製 - 鄧光宙
- 動作設計 - 劉鶴年、巴山
- 製片人 - 賀雲泰
- 攝影 - 吳發深
- 場記 - 陳美玲
- 剪接 - 麥子善
- 服裝 - 程秀珠
- 燈光 - 宋富根
- 化妝 - 章麗英
- 副導演 - 麥子善
- 配樂 - 陳勳奇
- 道具 - 何介夫
- 出品公司 - 大榮電影製作有限公司

## 關連項目
- 惡人（2010年）

## 外部連結
- 香港影庫上《無毒不丈夫》的資料（繁體中文）
- 时光网上《無毒不丈夫》的資料（简体中文）
- 豆瓣电影上《無毒不丈夫》的資料 （简体中文）
- 互联网电影数据库（IMDb）上《無毒不丈夫》的资料（英文）